# 碳質球粒隕石
碳質球粒隕石或C球粒隕石是球粒隕石，至少有8種已知的群組和許多尚未分類的隕石屬於這一類型，它們包括許多種已知的原始隕石。碳質球粒隕石只佔墜落隕石總數的一小部分（4.6%）。 
一些著名的碳質球粒隕石是：阿顏德隕石、默奇森隕石、奧蓋爾隕石、Ivuna、默里隕石、塔吉什湖隕石、和薩特磨坊隕石。

## 成分和分類

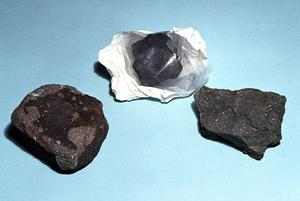
幾種碳質球粒隕石。由左至右分別為阿連達、Yukon及Murchison。

碳質球粒隕石根據獨特的成份，反應它們源自的母體進行分類。這些分類都以著名的隕石－往往都以最先發現的隕石－命名。
幾種值得注意的碳質球粒隕石包括：CM群和CI群，包含高百分比的水（從3%至22%），和有機化合物。它們的主要成分是矽酸鹽、氧化物、硫化物，典型的特色礦物是橄欖石和蛇紋石。揮發性、有機化學品和水的存在，顯示它們形成時沒有經歷過有影響的加熱（>200°C），因此它們的組成被認為與凝聚出太陽系的太陽星雲相近。其它的C球粒隕石，像是CO、CV、和CK球粒隕石，相對的缺乏揮發性化合物，並且其中一些在其母體小行星經歷了重大的加熱。

### CI群
此群的名稱來自Ivuna，它的化學成份被測量出最接近太陽的光球層，忽略氣體元素和像鋰這種在核反應中被摧毀的元素，因而描述出太陽光球的成分類似於它們在CI球粒隕石中的。在這樣的意義下，它們是已知化學成分最原始的隕石。 
CI球粒隕時通常包含很高比例的水（可以高達22%），與氨基酸形式的有機物和多環芳香烴。水蝕變促成水合層狀矽酸鹽、磁鐵礦和橄欖石結晶在黑色的基質內發生，並可能導致隕石球粒的缺乏。它們被認為不曾被加熱至50 °C（122 °F）以上，這表明他們是在太陽星雲較冷的外層凝聚的。
已經觀察到五種墜落的CI球粒隕石：Ivuna、奧蓋爾隕石、Alais、Tonk和Revelstoke，還有一些其它的在日本於南極洲的探勘場所發現。一般情況下，CI球粒隕石的極度脆弱，導致他們在地面上很容易受到風化，因此它們在墜落到地球表面後不會存活太長的時間。

### CV群

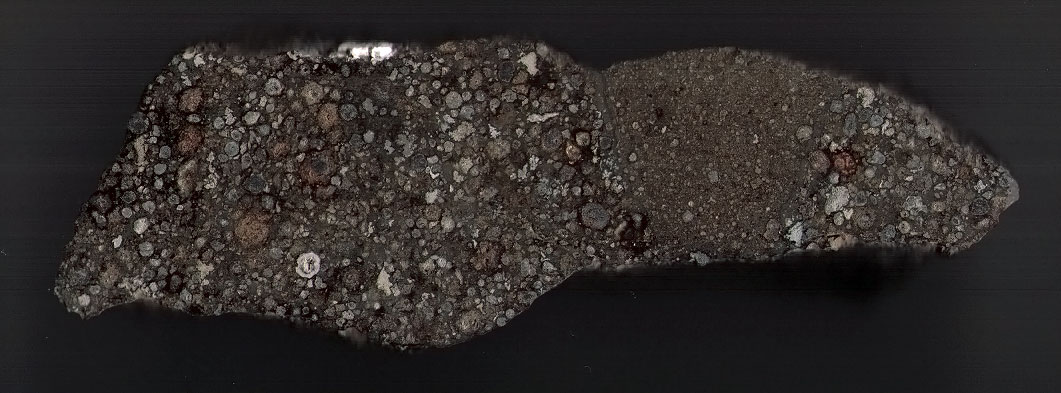
NWA 3118, CV3。

這一群的名稱來自維加拉諾隕石（Vigarano meteorite），這一類型的球粒隕石大部分屬於沉積岩型3。
觀察到的CV墜落隕石有：
- 阿顏德隕石
- Bali（印度尼西亞）
- Bukhara（烏茲別克）
- Grosnaja
- kaba
- Mokoia
- Vigarano

### CM群
這群隕石的名稱來自Mighei，但是最著名與被研究得最多的卻是默奇森隕石（Murchison meteorite）。已經觀察到許多眾所周知的CM群球粒隕石含有豐富且複雜的有機化合物，像是氨基酸和嘌呤/嘧啶鹼基。

### CR群
這一群的名稱來自Renazzo（義大利費拉拉省），智神星被懷疑是最可能的母體。被觀測到的CR群墜落隕石有：
- Al Rais
- Kaidun
- Renazzo

其它著名的CR球粒隕石還有：
- Dar al Gani 574
- El Djouf 001
- NWA 801

### CH群
"H"代表"高金屬"，因此CH群的球粒隕石可能包含高達40%的金屬，這使它們成為所有的球粒隕石集團中金屬量最豐富的。第一顆被發現的此類隕石是ALH 85085。化學上，這類隕石與CR和CB群的密切相關。所有的標本都只屬於石隕石類型的2或3。

### CB群

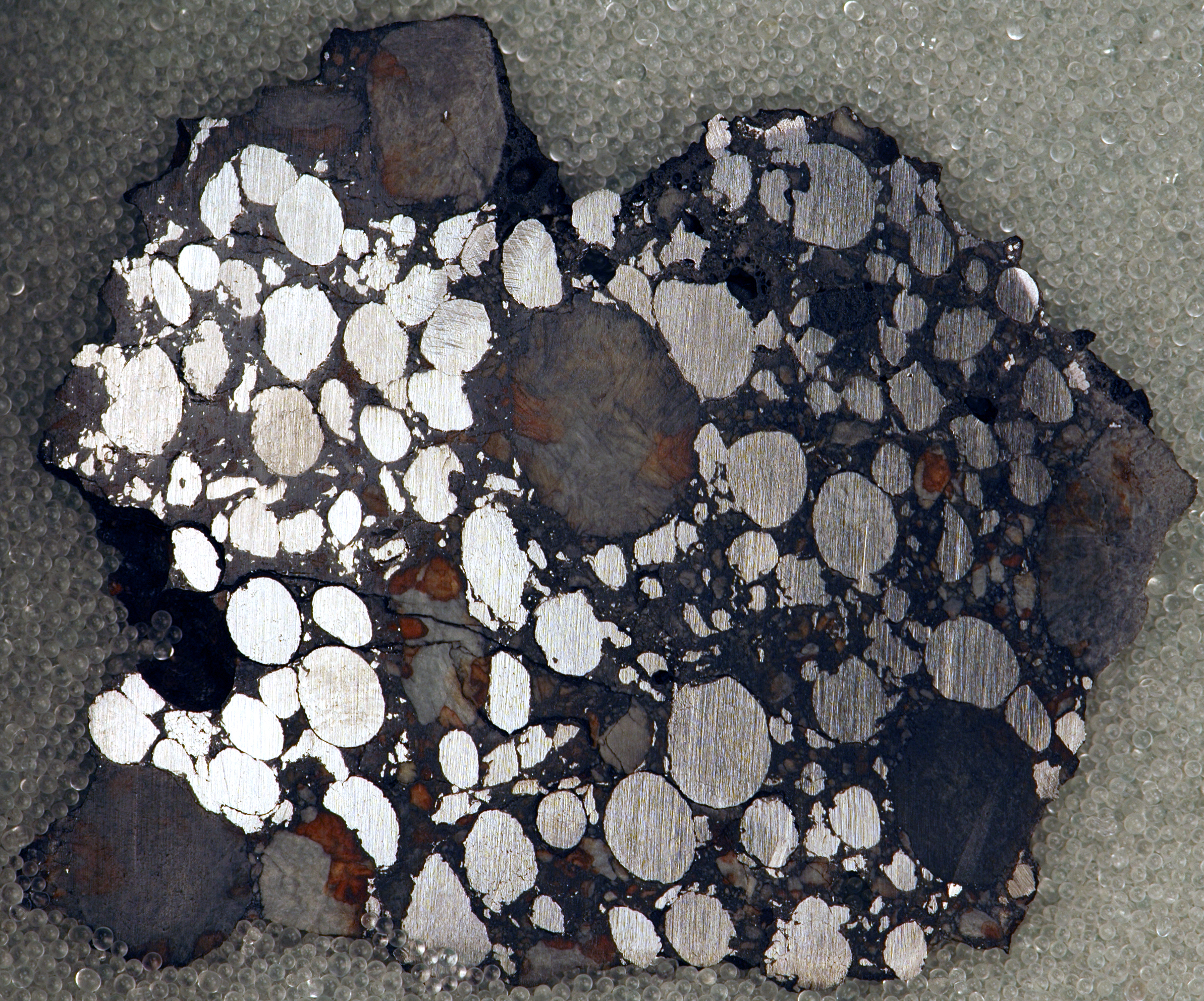
在奈及利亞發現的bencubbinite古日伯（Gujba）隕石，估計年齡為45億6270萬年。拋光薄片的尺寸是4.6 x 3.8 cm。

這群的名稱源自最有代表性，來自澳大利亞洲bencubbin的隕石。儘管這些隕石含有50%多種鎳鐵金屬，但因為它們的礦物和化學性質與CR群碳質球粒隕石有強烈的關聯，所以沒有歸類為中隕鐵 。

### CK群
這個群的名稱源自澳大利亞的Karoonda。這群隕石和CO群與CV群有著密切相關。

### CO群
這群隕石的名稱來自法國的Ornans。隕石球粒的大小平均只有0.15  毫米。它們都屬於石隕石3。
著名的墜落CO碳質球粒隕石：
- Ornans（英语：Ornans meteorite）
- Kainsaz（英语：Kainsaz (meteorite)）
- Warrenton（英语：Warrenton (meteorite)）
- Moss

著名的發現CO碳質球粒隕石：
- Dar al Gani 749（英语：Dar al Gani 749）

### 未分群的
最著名的成員：
- 塔吉什湖隕石

## 有機物

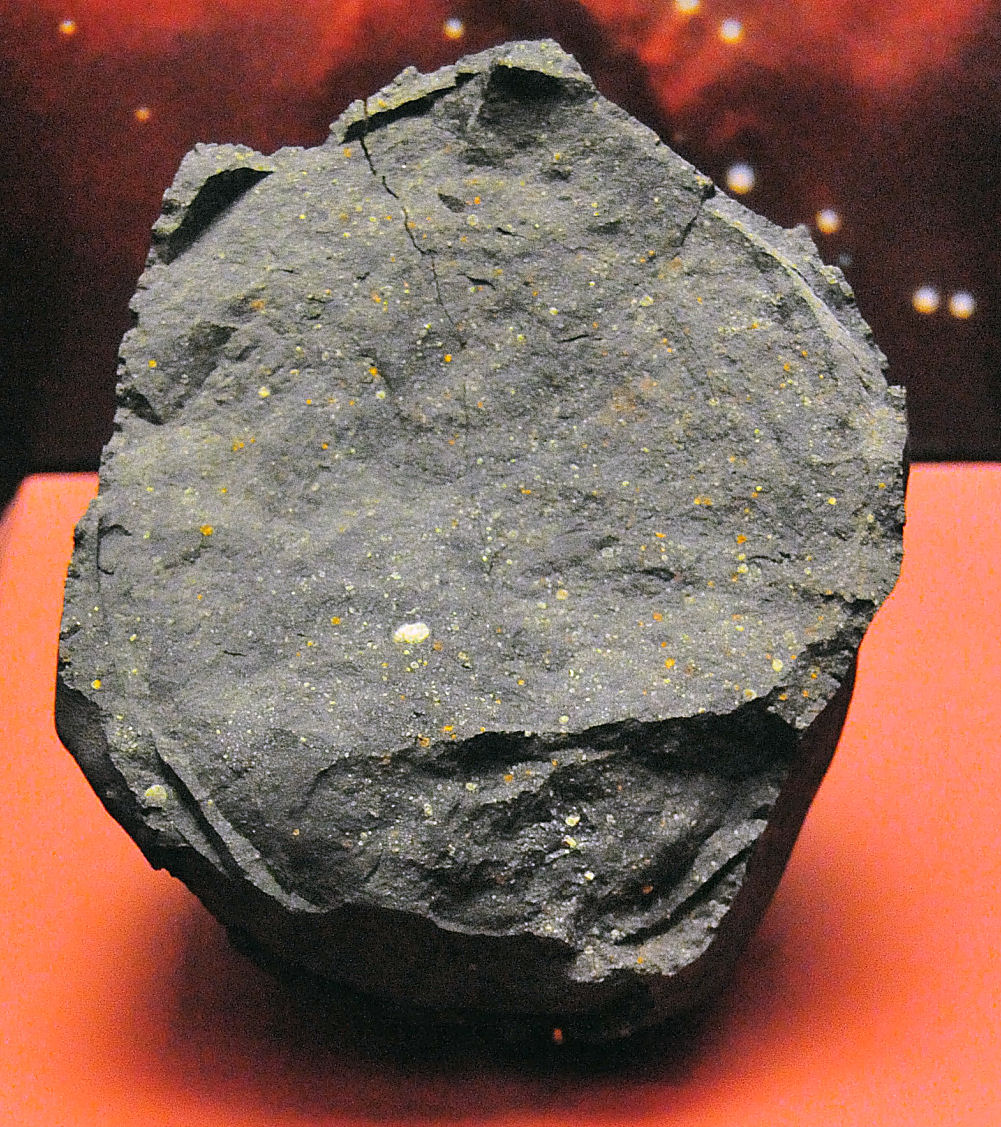
默奇森隕石

Ehrenfreund等人（2001年）發現在Ivuna和Orguei的氨基酸含量比CM隕石（～30%）的濃度低很多，並且它們在β-丙氨酸、甘氨酸、γ-Aminobutyric acid和β-Amino-n-butyric-acid的成分明顯偏高，但α-aminoisobutyric acid (AIB)和isovaline偏低。這意味著它們是由不同的通路合成，以及在與CM隕石不同的母體中形成。在CI和CM碳質球粒隕石中，大多數有機化合物碳是一種不溶性的複雜材料；這類似於對油母質的描述。火星隕石ALH84001（一顆無粒隕石）也是類似油母質的物質。
CM隕石的默奇森有超過70外星的胺基酸和包括羧酸、羥基羧酸、磺酸、磷酸、脂肪族、芳香和極性碳氫化合物、雜環化合物、羰基化合物、酒精、胺和醯胺等的其它化合物。

## 中國著名的碳質球粒隕石
- 陝西寧強碳質球粒隕石（於1983年發現）

## 外部連結
- Carbonaceous Chondrite Images （页面存档备份，存于） from Meteorites Australia - Meteorites.com.au
- http://internt.nhm.ac.uk/cgi-bin/earth/metcat/list.dsml?Grp=CI&sort=Name&recLimit=100&countscripts=/generic/scripts/countscripts.js&gpVal=CI&sqlpageinfo=5:1:0&=%3E%5B%5D